# Лидер (спецподразделение)
Отдел специального назначения «Лидер» (до 1999 года отряд специального назначения «Лидер») — спецподразделение Главного управления Федеральной службы исполнения наказаний России по Приморскому краю.

## История
Образован в соответствии с приказом УВД ПК от 12 ноября 1991 года № 85 «О создании отряда специального назначения при службе исправительных дел и службе реабилитации УВД администрации Приморского края». 1 марта 1999 года приказом №120 Министерства юстиции РФ преобразован в отдел специального назначения, с 21 мая того же носит условное наименование «Лидер». В основные функции отдела входят предотвращение преступлений на объектах УИС; обеспечение правопорядка в колониях и изоляторах, безопасности содержащихся в них лиц; охрана персонала и членов семей сотрудников УИС; оказание помощи судебным приставам; взаимодействие с правоохранительными органами в проведении спецмероприятий по обеспечению общественной безопасности.
Первым боевым крещением для ОСН «Лидер» стало восстановление порядка в исправительной колонии поселка Приморский, где осужденные устроили массовые беспорядки. Отдел пять раз отправлялся в командировки в Чечню с декабря 1999 по 2004 годы. Бойцы отдела занимались проверкой документов, досмотром автотранспорта на блок-постах, охраной и сопровождением автоколонн со спецгрузом и личным составом объединённой группировки войск, поиском и обнаружением членов бандформирований, ликвидацией незаконных мини-заводов по производству бензина и дизельного топлива, обеспечением безопасности и охраной общественного порядка в населённых пунктах, а также обеспечением пропускного режима комплекса правительственных зданий Чеченской Республики.
В настоящее время сотрудники отдела принимают участие в плановых обыскных мероприятиях в исправительных учреждениях Приморского края, специальных мероприятиях по обеспечению безопасности и режима содержания подозреваемых, обвиняемых и осужденных, а также других оперативно-служебных мероприятиях. Бойцы обеспечивают охрану общественного порядка прилегающей территории учреждений края. С 2004 года созданы нештатные подразделения специального назначения Владивостокского, Спасского, Находкинского, Уссурийского и Артемовского гарнизонов при ГУФСИН России по Приморскому краю. Незаконное применение сотрудниками отдела физической силы, специальных средств и оружия не фиксировалось ни разу.

## Бойцы отряда
На момент образования штатная численность отряда составляла 25 человек, по данным на 2020 год в отряде несли службу 45 человек. Указом Президента РФ «за грамотные действия, храбрость и доблесть при выполнении служебных задач» один сотрудник был награждён медалью Суворова, десять человек — медалью «За отличие в охране общественного порядка», двое — медалью Жукова. Приказом Министра юстиции РФ пять сотрудников были награждены серебряной медалью «За доблесть», пять — медалью «За усердие». Ещё четырём сотрудникам была объявлена благодарность, другим четырём досрочно присвоены очередные звания. Также ОСН был отмечен благодарственными письмами за выполнение специального задания, умелое выполнение поставленных задач, высокую дисциплину и организованность.
Среди личного состава ОСН «Лидер» были потери во время командировки в Чечню. 20 января 2000 года погиб инструктор-снайпер штурмового отделения, младший лейтенант внутренней службы Дмитрий Лобачёв.
В отделе специального назначения несут службу и женщины. Одной из них является Екатерина Андреева, неоднократная победительница соревнований по конному спорту (в августе 2018 года она заняла 3-е место на Кубке MAXIMA PARK по конкуру).

## Подготовка и снаряжение
Отдел специального назначения использует два спортзала, уличные тренажёры и тир для поддержания физической и боевой готовности личного состава. По данным на 2021 год, личный состав ОСН «Лидер» был укомплектован на 98%. На вооружении бойцов состоят пистолеты ПЯ, ГШ-18, ПММ, снайперские винтовки СВ-98, Steyr Manlicher, В-94 и другие образцы огнестрельного оружия. В 2014 автопарк отдела был дополнен двумя автомобилями КАМАЗ (бортовой и пассажирский), специальным бронированным автомобилем «Тигр» и легковым автомобилем Lada Largus.

## Общественная деятельность
Сотрудники ОСН «Лидер» выступают в составе сборной команды ГУФСИН России по Приморскому краю в разных чемпионатах среди силовых структур Приморского края и Российской Федерации (стрельба из боевого оружия, рукопашный бой, волейбол, плавание, многоборье, лёгкая атлетика). Также бойцы занимаются гиревым спортом и кикбоксингом. С 2015 года на основе подшефной средней общеобразовательной школы № 7 г. Владивостока действует военно-патриотический клуб «Юный спецназовец», воспитанники которого проходят обучение под руководством сотрудников ОСН «Лидер». Сотрудники ОСН «Лидер» также участвуют в квалификационных испытаниях на право ношения крапового берета.
В 2020 году личный состав ОСН «Лидер» принял участие во всероссийском челлендже «30 раз за спецназ»: в рамках челленджа, приуроченного к 30-летию со дня указа МВД СССР об учреждении отрядов специального назначения в уголовно-исполнительной системе, оперативники ФСИН должны были поднять 30 раз гирю массой в 30 кг, совершить 30 раз бёрпи лёжа с подтягиванием и т.д.. В рамках мероприятий по случаю того же юбилея бойцы отдела «Лидер», внося вклад в создание кулинарной книги рецептов спецназа, приготовили уху из кеты.